# 恩姓
恩姓是一個華人的姓氏，郡望為合浦郡。依照戶籍調查成果，今日雲南省文山壯族苗族自治州尚有恩姓人士一千人以上。

## 起源
- 《風俗通》：陳哀公之子成仲，字不恩，人稱「公子成恩」，其後裔改以「恩」為氏。
- 唐朝時嶺南恩州以南的苗族、瑤族等人士漢化，以恩州改姓為恩。
- 滿族人士於辛亥革命後改姓以避禍。

## 名人
- 恩茂，漢朝大臣，曾任燕國侍中。

## 延伸阅读
[在维基数据编辑]
 《欽定古今圖書集成·明倫彙編·氏族典·恩姓部》，出自陈梦雷《古今圖書集成》